# Le Médaillon (film, 2003)
Pour les articles homonymes, voir Le Médaillon.
Pour plus de détails, voir Fiche technique et Distribution.
Le Médaillon est un film américano-hongkongais réalisé par Gordon Chan, sorti en 2003.

## Synopsis
À Hong Kong, l'inspecteur Eddie Yang fait la rencontre de Jai, un mystérieux enfant pourchassé par le redoutable Snakehead. Ce que ce dernier convoite, c'est l'étrange médaillon qui a le pouvoir de rendre immortel et que possède l'enfant. L'infâme Snakehead parvient à enlever le jeune garçon et l'emmène dans son château en Irlande. Eddie se lance alors sur les traces de Jai et de son ravisseur. Le détective de Hong Kong Eddie Yang, la très jolie agent d'Interpol Nicole James et l'agent en chef gaffeur Arthur Watson conjuguent leurs efforts afin de sauver un garçon des griffes du vilain Snakehead. Mais lorsqu'il perd la vie au combat, Eddie est réanimé grâce au Médaillon et empreint de ses pouvoirs. Jouissant d'une nouvelle force surhumaine et son immortalité, Eddie tentera de déjouer les plans de domination sur le monde de Snakehead.

## Fiche technique
- Titre original : The Medallion
- Titre français : Le Médaillon
- Titre québécois : Le Médaillon
- Réalisation : Gordon Chan
- Scénario : Alfred Cheung Gordon Chan
- Montage : Don Brochu (de), Ki-hop Chan
- Direction artistique : Alan Cassie, Lek Chaiyan Chunsuttiwat, Conor Dennison et Anna Rackard
- Décors : Joseph C. Nemec III
- Costumes : Grania Preston
- Musique : Adrian Lee
- Pays d'origine :  Hong Kong |  États-Unis
- Langue : anglais
- Genre : Comédie, Film d'action, Film de fantasy
- Durée : 88 minutes
- Dates de sortie
  - Chine : 15 août 2003
  - États-Unis : 22 août 2003
  - Belgique : 12 novembre 2003
  - France : 24 décembre 2003

## Distribution
- Jackie Chan (VF : William Coryn ; VQ : François L'Écuyer) : l'inspecteur de police Eddie Yang, Police de Honk Kong
- Lee Evans (VF : Cyrille Artaux ; VQ : Gilbert Lachance) : Agent en chef Arthur Watson, Interpol
- Claire Forlani (VF : Laura Blanc ; VQ : Geneviève Cocke) : Agente Nicole James, Interpol
- Julian Sands (VF : Bernard Lanneau ; VQ : Benoît Gouin) : Snakehead
- John Rhys-Davies (VF : Benoît Allemane ; VQ : Yves Corbeil) : Commandant Hammerstock Smythe, Interpol
- Anthony Wong Chau-Sang (VF : Marc Perez ; VQ : Michel M. Lapointe) : Lester Wong
- Christy Chung : Charlotte Watson
- Johann Myers (VF : Jean-Paul Pitolin ; VQ : François Godin) : Giscard
- Alex Bao (VF : Gwenaël Sommier) : Jai
- Billy Hill : Miles Watson
- Nicholas Tse : le serveur no 1
- Edison Chen : le serveur no 2
- Scott Adkins : l'acolyte no 1
- Matt Routledge : l'acolyte no 2
- Reuben Langdon : l'acolyte no 3
- Nicola Berwick (VF : Géraldine Asselin) : l'infirmière kidnappeuse
- Howard Gibbins (VF : Patrick Mancini) : le professeur d'archéologie
- Rick Nathanson (VF : Patrick Noérie) : le physicien

Sources et légendes : version française (VF) sur Voxofilm ; version québécoise (VQ) sur Doublage.qc.ca

## Accueil

### Box-office
- États-Unis : 22 108 977 $ US[3]
- Hong Kong : 7 285 434 $ HK[4]
- France : 169 759 entrées[3]
- Mondial : 34 158 486 $[3]